# Małomice
Małomice (germană Mallmitz) este un oraș în Polonia.

## Personalități
- Nikolaus zu Dohna-Schlodien (1879–1956), ofițer de marină